# The Ten Commandments
The Ten Commandments — дебютный студийный альбом американской дэт-метал-группы Malevolent Creation, выпущенный 8 апреля 1991 года на лейбле Roadrunner Records. Продюсером альбома выступил Скотт Бёрнс.

## Отзывы критиков
Альбом получил положительные отзывы от музыкальных критиков. Рецензент портала AllMusic Алекс Хендерсон описал альбом как «мрачный и болезненный» и написал: «Это не гениальный альбом и не очень самобытный. Но он захватывающий». Также он отметил вокал Брета Хоффманна, а саму музыку коллектива назвал «жуткой».
Альбом занял 17 место в списке 20 лучших альбомов 1991 года по версии сайта Metal Storm.

## Список композиций
| №                   | Название                     | Длительность |
| ------------------- | ---------------------------- | ------------ |
| 1.                  | «Memorial Arrangements»      | 2:38         |
| 2.                  | «Premature Burial»           | 3:17         |
| 3.                  | «Remnants of Withered Decay» | 3:55         |
| 4.                  | «Multiple Stab Wounds»       | 3:34         |
| 5.                  | «Impaled Existence»          | 3:25         |
| 6.                  | «Thou Shall Kill!»           | 4:31         |
| 7.                  | «Sacrificial Annihilation»   | 3:24         |
| 8.                  | «Decadence Within»           | 4:21         |
| 9.                  | «Injected Sufferage»         | 3:41         |
| 10.                 | «Malevolent Creation»        | 5:31         |
| Общая длительность: | Общая длительность:          | 38:17        |

## Участники записи
- Брет Хоффманн[англ.] — вокал
- Фил Фаскиана — ритм-гитара
- Джефф Юшкевич — соло-гитара
- Джейсон Блахович — бас-гитара
- Марк Симпсон — ударные